# Репаблік (Вашингтон)
Репаблік (англ. Republic) — місто (англ. city) в США, в окрузі Феррі штату Вашингтон. Населення — 992 особи (2020).

## Географія
Репаблік розташований за координатами 48°38′56″ пн. ш. 118°43′59″ зх. д. / 48.64889° пн. ш. 118.73306° зх. д. (48.648820, -118.733024).  За даними Бюро перепису населення США в 2010 році місто мало площу 4,13 км², з яких 4,12 км² — суходіл та 0,01 км² — водойми. В 2017 році площа становила 3,89 км², з яких 3,88 км² — суходіл та 0,01 км² — водойми.

### Клімат
| Клімат : Репаблік                     | Клімат : Репаблік | Клімат : Репаблік | Клімат : Репаблік | Клімат : Репаблік | Клімат : Репаблік | Клімат : Репаблік | Клімат : Репаблік | Клімат : Репаблік | Клімат : Репаблік | Клімат : Репаблік | Клімат : Репаблік | Клімат : Репаблік | Клімат : Репаблік |
| Показник                              | Січ.              | Лют.              | Бер.              | Квіт.             | Трав.             | Черв.             | Лип.              | Серп.             | Вер.              | Жовт.             | Лист.             | Груд.             | Рік               |
| Абсолютний максимум, °C               | 11,7              | 14,4              | 25,0              | 31,7              | 35,6              | 40,0              | 42,2              | 40,6              | 36,7              | 30,6              | 18,3              | 17,8              | 42,2              |
| Середній максимум, °C                 | −0,8              | 3,3               | 9,0               | 14,3              | 19,0              | 22,7              | 27,6              | 27,8              | 22,3              | 13,5              | 3,6               | −2,1              | 13,4              |
| Середній мінімум, °C                  | −7,9              | −6,7              | −3,3              | −0,7              | 3,2               | 6,6               | 8,7               | 8,1               | 3,8               | −0,7              | −4,1              | −8,8              | −0,1              |
| Абсолютний мінімум, °C                | −36,1             | −36,7             | −28,3             | −16,1             | −11,7             | −3,9              | −1,7              | −2,8              | −10               | −20,6             | −28,9             | −38,9             | −38,9             |
| Норма опадів, мм                      | 38                | 29                | 35                | 32                | 50                | 50                | 33                | 21                | 21                | 25                | 44                | 52                | 430               |
| Днів з опадами                        | 9,2               | 7,0               | 7,9               | 7,6               | 9,5               | 9,2               | 5,3               | 4,3               | 4,9               | 6,2               | 10,4              | 10,8              | 92,4              |
| Днів зі снігом                        | 7,3               | 3,3               | 2,0               | ,3                | ,1                | 0                 | 0                 | 0                 | 0                 | ,2                | 3,7               | 8,4               | 25,3              |
| ------------------------------------- | ----------------- | ----------------- | ----------------- | ----------------- | ----------------- | ----------------- | ----------------- | ----------------- | ----------------- | ----------------- | ----------------- | ----------------- | ----------------- |
| Джерело: NOAA (extremes 1899–present) |                   |                   |                   |                   |                   |                   |                   |                   |                   |                   |                   |                   |                   |

## Демографія
Згідно з переписом 2010 року, у місті мешкали 1073 особи в 493 домогосподарствах у складі 263 родин. Густота населення становила 260 осіб/км².  Було 536 помешкань (130/км²).
Расовий склад населення:
| - 89,6 % — білих - 2,7 % — корінних американців - 1,9 % — азіатів - 0,1 % — вихідців з тихоокеанських островів - 0,1 % — чорних або афроамериканців - 1,4 % — осіб інших рас |

До двох чи більше рас належало 4,3 %. Частка іспаномовних становила 2,7 % від усіх жителів.
За віковим діапазоном населення розподілялося таким чином: 19,7 % — особи молодші 18 років, 59,6 % — особи у віці 18—64 років, 20,7 % — особи у віці 65 років та старші. Медіана віку мешканця становила 45,3 року. На 100 осіб жіночої статі у місті припадало 85,6 чоловіків;  на 100 жінок у віці від 18 років та старших — 82,6 чоловіків також старших 18 років.
Середній дохід на одне домашнє господарство  становив 39 691 долар США (медіана — 26 136), а середній дохід на одну сім'ю — 50 887 доларів (медіана — 42 159). За межею бідності перебувало 30,5 % осіб, у тому числі 36,2 % дітей у віці до 18 років та 12,9 % осіб у віці 65 років та старших.
Цивільне працевлаштоване населення становило 339 осіб. Основні галузі зайнятості: освіта, охорона здоров'я та соціальна допомога — 30,4 %, публічна адміністрація — 15,9 %, роздрібна торгівля — 11,2 %, мистецтво, розваги та відпочинок — 10,3 %.